# Charles Thomas od Lotaringije-Vaudémonta
Charles Thomas od Lotaringije, princ od Vaudémonta (7. ožujka 1670. – 12. svibnja 1704.), bio je feldmaršal u austrijskoj vojsci.

## Životopis
Charles Thomas bio je jedini sin Charlesa Henrija od Lotaringije, princa od Vaudémonta i Commercyja i Anne Élisabethe od Lotaringije-Elbeufa, i unuk Charlesa IV., vojvode od Lotaringije. Njegov je otac nosio naslov princa od Vaudémonta, iako nije posjedovao pripadne zemlje, do 1708., kada je od Leopolda, vojvode od Lotaringije, dobio posjed Commercy in allodium. Njegov je otac od tada tamo vladao kao princ od Commercyja.
Poput svojih predaka, Charles Thomas je služio u habsburškoj vojsci, protiv Francuske. Imao je briljantu karijeru, i 1700. godine dodijeljen mu je Red zlatnoga runa.
Borio se u Italiji, za vrijeme Rata za španjolsku baštinu, pod zapovjedništvom princa Eugena Savojskoga. Istaknuo se u bitakama kod Cremone i kod Luzzara, te je 1704. postao feldmaršal Svetoga Rimskog Carstva, zajedno s Guidom Starhembergom.
Smrtno je ranje u manjoj bitci, 8. svibnja 1704., blizu Ostiglije, i umro je četiri dana kasnije. Nije imao potomstva.

## Odličja
- Vitez, Red zlatnoga runa